# Chamarel
Chamarel est une plaine et un village de l'île Maurice qui doit son nom à Charles-Antoine de Chazal de Chamarel.

## Géographie
La plaine de Chamarel est située au sud-ouest de l'île Maurice, entre Rivière Noire et la pointe du Morne. Chamarel est avant tout un petit village typique d'environ sept cents habitants réputé pour sa terre aux couleurs variées, sa cascade, son parcours aventure depuis janvier 2003, sa rhumerie, ses excursions à pied et à cheval. La chapelle Sainte-Anne du village, construite en 1876, est le lieu d'un pèlerinage annuel le jour de l'Assomption avec une fête populaire.

## Historique
Le premier propriétaire de ces terres situées dans les montagnes sur la côte sud-ouest de l’île Maurice fut Jean Louis Lousteau, notaire à l’isle de France (ancien nom de l’île Maurice).  Il les légua en 1785 à ses beaux-fils, Toussaint et Charles-Antoine de Chazal de Chamarel.  
Ce dernier s’y établit vers 1793 et exploita les forêts pour fournir du bois à la colonie.  Il y fit la culture du café, de l’indigo, du coton et de la canne à sucre et s‘y fit construire une maison. 
En 1799, il épousa Marie Anne Augustine de Saint-Félix, fille du marquis Armand de Saint-Félix, officier de marine, et de Marie Cottet et eut six filles. Il quitta l'île en 1810 pour s’établir en France.
Sa fille Marie Amélie retourna au pays vers 1845.  Elle revint s’établir à Chamarel et la première usine de canne à sucre fut alors construite. 
Le domaine qui portait alors le nom de « Chamarel », fut revendu par la suite à une compagnie anglaise The Mauritius Estate & Assets en 1891, qui rénova l’usine en 1894.  Ce fut une opération de courte durée car l’usine ferma ses portes en 1897.  
La cheminée de l’ancienne usine, dernier vestige de l’usine sucrière se trouve aujourd’hui sur le domaine de La Vieille Cheminée.

## Tourisme

### Les Terres des Sept Couleurs
C'est une curiosité géologique très rare : des dunes de terre nues, aux couleurs différentes (brun, ocre, rose, orange, mauve…). Ce sont des cendres volcaniques mises à nu par l'érosion. 

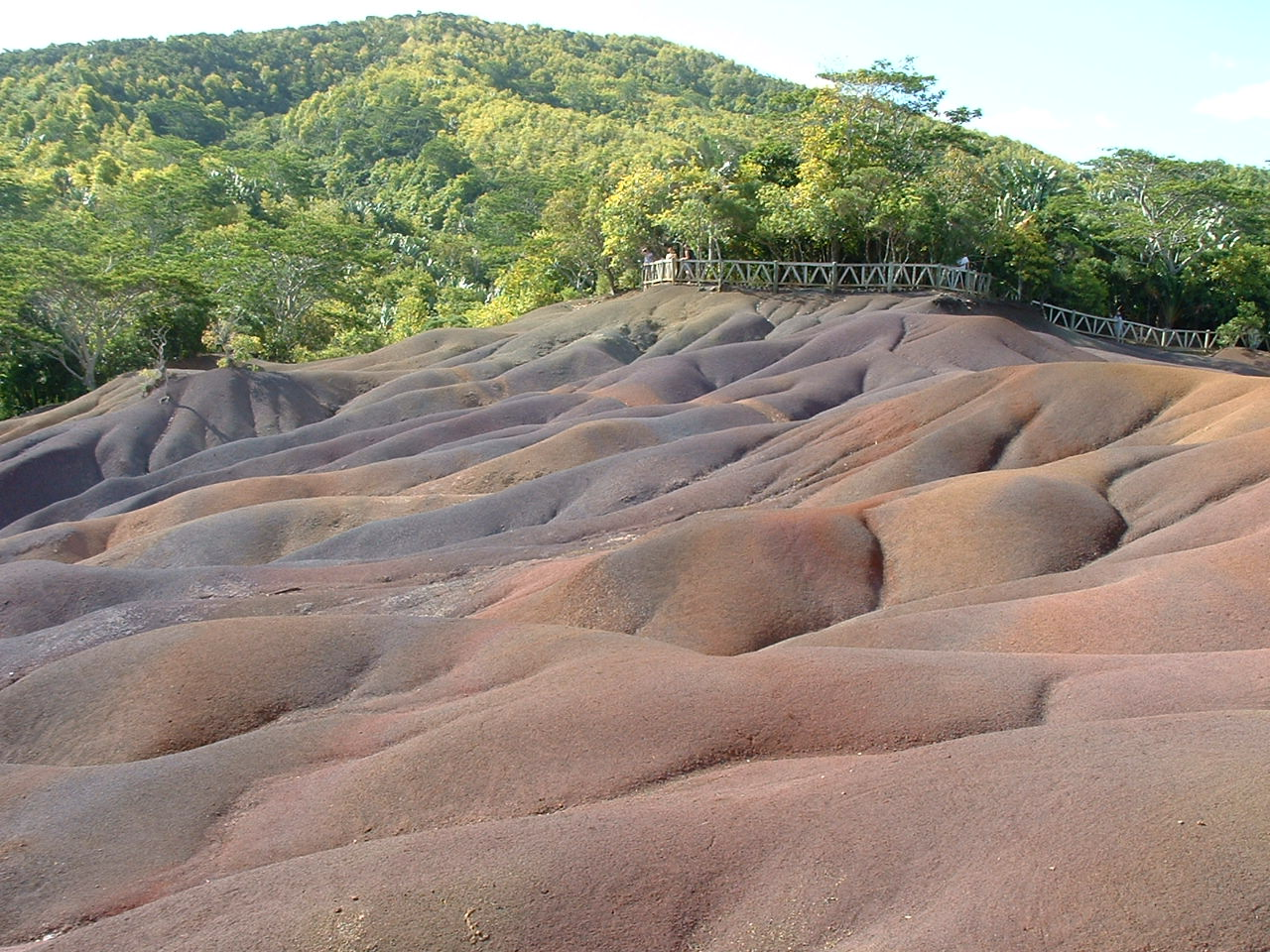
Un aperçu de la terre aux sept couleurs.
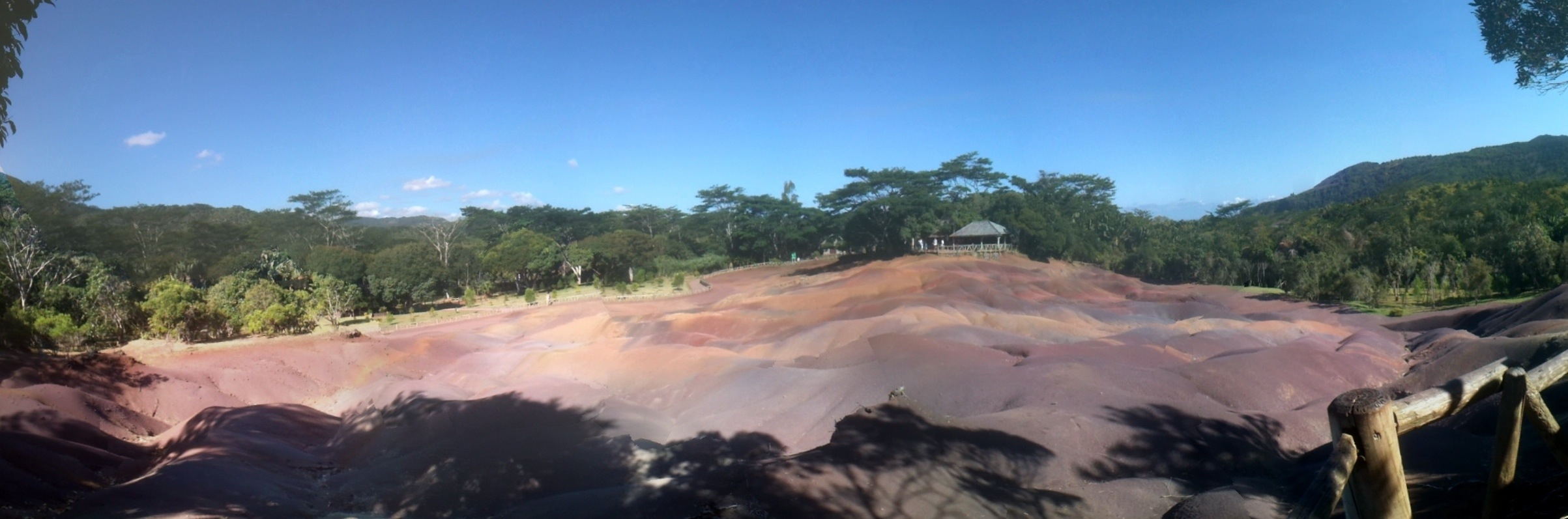
Vue grand angle
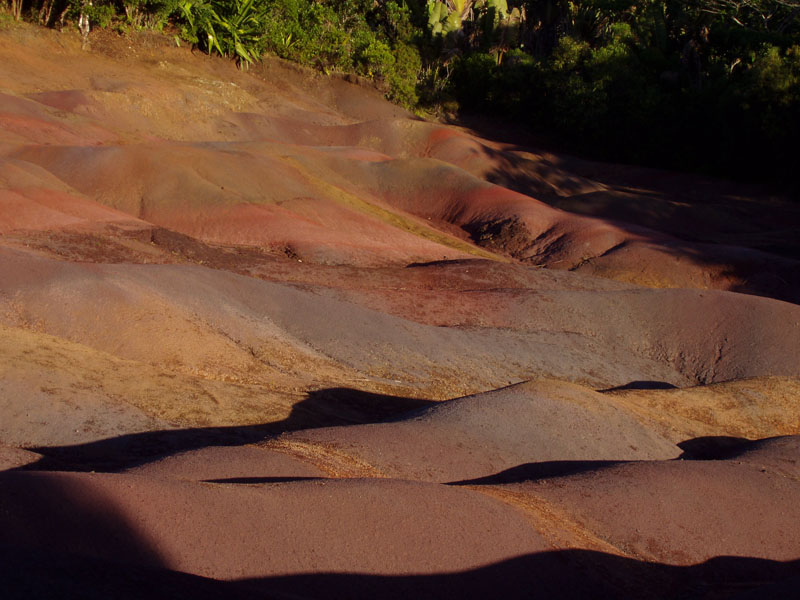
Un autre aperçu.

### La cascade de Chamarel
Cette cascade est alimentée par les rivières Saint-Denis et Viande-Salée et fait environ 100 mètres de haut. La période où le débit est le plus important se situe entre décembre et avril, du fait des grosses pluies d'été et de la période cyclonique. Un promontoire offre un point de vue en surplomb ; il est aussi possible d'y descendre et de s'y baigner.

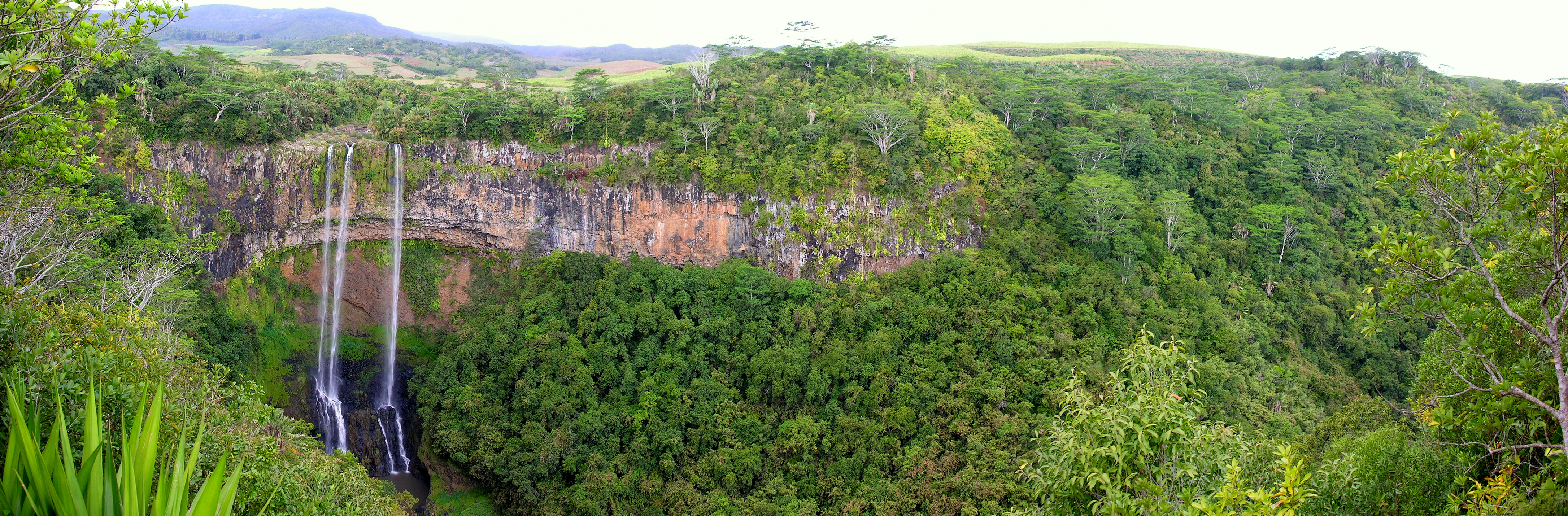
La cascade de Chamarel.

### Le parc Aventure de Chamarel
On trouve à Chamarel un parc de loisirs et de découverte de 12 hectares niché au cœur d’une forêt tropicale. Il abrite des plantes endémiques.
Un parcours acrobatique en hauteur propose trois itinéraires. L'un d'eux est une randonnée pédestre gratuite d’environ 1,7 kilomètre sur les flancs du Piton-Canot, qui permet de découvrir quelque 60 espèces indigènes endémiques de plantes et d’arbres, dont le bois carotte ou le camphrier qui fleurissent aux alentours.